# 云南中路
云南中路是中国上海市中心黄浦区一条南北走向的街道。南起延安东路，北至南京东路，中间与广东路、汕头路、福州路、汉口路、九江路交汇。全长741米，宽9 - 9.5米。1866年，公共租界工部局修筑此路南北两段，1870年代打通此路。租界交还中国后，1946年改今名。沿路多为里弄住宅，1980年代以後，云南中路形成美食街。1928年到1931年，中共中央机关秘密设于该路南段西侧的171 - 173号。

## 交会道路（南向北）
- 延安东路
- 北海路
- 广东路
- 汕头路
- 福州路
- 汉口路
- 九江路